# Classique féminine de Navarre 2025
La 7e édition de la Classique féminine de Navarre a lieu le 14 mai 2025. La course fait partie du calendrier international féminin UCI 2025 en catégorie 1.Pro. 

## Parcours
Le parcours de 134,4 km comporte neuf ascensions : le Muro de Olaverri, le Muro de Tiebas, le Muro de Biurrun, le Muro de Anorbe, le Muro de Artajona, puis le Muro de Obanos, le Muro de Tirapu, le Muro de Biurrun et enfin le Muro de Arlegui (passage à 15 %) franchi à 10 kilomètres de l'arrivée à Pampelune

## Équipes
| Unknown team category |
|                       |

## Classements

### Classement final
| \| Classement général \| Classement général \| Classement général \| Classement général \| Classement général \| \| Coureur \| Coureur \| Pays \| Équipe \| Temps \| \| ------------------ \| ------------------ \| ------------------ \| ------------------ \| ------------------ \| |         |      |        |       |
| |         |      |        |       |
| |         |      |        |       |
| Classement général |         |      |        |       |
| Coureur | Coureur | Pays | Équipe | Temps |

### Points UCI
| Position           | 1er | 2e  | 3e  | 4e  | 5e | 6e | 7e | 8e | 9e | 10e | 11e | 12e | 13e | 14e | 15e | 16e à 25e |
| Classement général | 200 | 150 | 125 | 100 | 85 | 70 | 60 | 50 | 40 | 35  | 30  | 25  | 20  | 15  | 10  | 5         |